# 중앙토양연구소
중앙토양연구소는 중앙토양연구소 직제(대통령령 제192호, 1949. 10. 7) 공포로 중앙농업기술원 농예화학과의 토양과 토양조사에 관한 기능을 분리하여 농림부 산하에 설립된 연구기관이다. 한국의 토양에 관한 조사, 시험, 연구, 분석 및 토양도에 관한 사항을 분장하였다. 제주도를 제외한 전국 각도에 지소를 두고 관할구역내의 토양에 관한 조사, 시험연구, 분석 및 토양도에 관한 사항을 수행하였다.

## 조직
중앙토양연구소 본소에 조사기획과, 분석시험과를 두었고, 산하 지소로 경기지소(경기 소사). 대전지소(충남 대전), 청주지소(충북 청주), 광주지소(전남 광주), 이리지소(전북 이리), 진주지소(경남 진주), 대구지소(경북 대구), 그리고 춘천지소(강원도 춘천) 등 8개 지소를 두었다.(농림부령 제14호, 1949.11.23)